# Akram Deiri
Akram Deiri (arabisch أكرم الديري, DMG Akram ad-Dayriyy; * um 1925 in Damaskus; † 1990) war ein syrischer Offizier und Diplomat. Er war Mitglied der syrischen Militär-Delegation, die im Februar 1958 nach Kairo gereist war, um die sofortige Vereinigung beider Länder im Rahmen der Vereinigten Arabischen Republik zwischen Syrien und Ägypten zu fordern.

## Leben
Akram wurde in die Familie Deiri hineingeboren, eine sehr alte und bekannte Familie aus Damaskus. Er besuchte dort die Grund-, Mittel- und Sekundarschule. Ende 1945 begann seine militärische Laufbahn und er besuchte in Damaskus die Militärakademie. Aufgrund des Krieges im Jahr 1948 wurde er zusammen mit seinen Kameraden frühzeitig im Rang eines Leutnants aus der Akademie entlassen. Durch seine überdurchschnittliche Leistung wurde er vorzeitig zum Oberleutnant befördert. Im Jahr 1955 wurde er Stellendienstleiter der Militärpolizei in Damaskus. Später wurde er Leiter der Militärakademie und anschließend Befehlshaber der Palästinafront. Während der Jahre der Vereinigten Arabischen Republik bekleidete er das Amt des Ministers für Arbeit und Soziales. Im Jahr 1962 wurde er von Präsident  Gamal Abdel Nasser zum Vorsitzenden des Beschwerdekomitees der Vereinigten Arabischen Republik ernannt, um an der Chtoura-Konferenz bezüglich der Beschwerde Syriens teilzunehmen. Doch wurde dieser Akt als Einmischung in die nationale Angelegenheiten Syriens angesehen, da es bereits seit dem 28. September 1961 aus der Vereinigten Arabischen Republik ausgetreten war. Ägypten behielt den Namen Vereinigte Arabische Republik nach deren Ende noch bis zum Jahr 1972 bei.
| Personendaten    | Personendaten                   |
| ---------------- | ------------------------------- |
| NAME             | Deiri, Akram                    |
| ALTERNATIVNAMEN  | Deiri, Akram ad-                |
| KURZBESCHREIBUNG | syrischer Offizier und Diplomat |
| GEBURTSDATUM     | 20. Jahrhundert                 |
| GEBURTSORT       | Damaskus                        |
| STERBEDATUM      | 1990                            |